# Хавран (регіон)
Хавра́н (араб. حَوْرَان, трансліт. Ḥawrān), іноді також Авра́н або Авраніти́да (дав.-гр. Αύρανίτις) — історична область на півдні Сирії та півночі Йорданії. Регіон зазвичай поділяється на три частини: рівнинну, гірську та вулканічне плато. Через свою багату історію Авран містить чимало пам'яток набатейської, елліністичної, римської та ісламської та інших епох. Він також згадується в Біблії.
З середини I століття до н. е. регіоном керували римські васали — іродійські та набатейські царі допоки територія офіційно не була анексована Римською імперією в II столітті н. е. Хавран процвітав під владою Риму, його села функціонували як самоврядні одиниці, а деякі з них згодом стали імперськими містами. Регіон продовжував процвітати у візантійську епоху (395–634), під час якої різні арабські племена керували від імені Візантії, зокрема Саліхіди (V ст.) та Гассаніди (VI ст.). Територія була завоювана мусульманами в середині 630-х років. Більшу частину ісламської епохи до початку османського панування (1517—1917) Хавран був поділений на райони Ель-Батанія та Хауран, що відповідали історичним Батанеї (Ватанеї) та Авранітиді. Середньовічні мусульманські географи описували ці території як процвітаючі, добре зволожені та густозаселені.
За часів римлян зернові культури Батанеї та вино Авранітиді були важливими для імперської торгівлі, і протягом усієї своєї історії Хавран був провідним джерелом зерна Леванта. В XVII столітті в регіоні стався стрімкий економічний спад, доки посилений попит на сирійське зерно та покращена безпека не призвели до відродження сільського господарства в середині XIX століття. Історично регіон був ключовим транспортним вузлом на традиційному караванному шляху під час хаджу до Мекки, а пізніше — залізниці Хеджаз. Хавран вважався житницею Сирії до витиснення північчю країни в середині XX століття, що було наслідком появи міжнародних кордонів та розпалу арабо-ізраїльського конфлікту. Втім, Хавран залишався важливим сільськогосподарським та транзитним регіоном і в 2000-х роках. Під час Громадянської війни в Сирії, яка була розпочата в Хаврані в 2011 році, регіон сталв основною зоною конфлікту між повстанцями та урядовими силами під час кампанії в провінції Дар'а, допоки уряд не відновив контроль над регіоном у 2018 році.
Широка розповсюдженість базальту в Хаврані призвела до розвитку унікальної народної архітектури, що характеризується винятковим використанням базальту як будівельного матеріалу та поєднанням елліністичного, набатейського та римського стилів. Довговічність базальту сприяла тому, що Хавран містить багато добре збережених пам'яток класичної епохи. Найвидатнішими історичними містами Хаврану є: Дар'а, Босра, Канават, Шахба, Сальхад й Умм-ель-Джималь.

## Назва
Точна етимологія терміна Хавран  невідома.
З-поміж декількох варіантів (Хавран, Авран та Авранітида) в українській мові найуживанішим є Хавран. Саме ця назва зустрічається в найпоширенішому перекладі Біблії українською — перекладі Івана Огієнка (Єз. 47:16-18).
Хоча назва регіону не є грецькою за походженням, проте з давньогрецької мови слово Авранітида (дав.-гр. Αύρανίτις) буквально перекладається як «країна ям або печер».

## Географія

### Основні дані

Приблизні межи Хаврану

Як і з багатьма іншими історико-географічними областями, точні межі Хаврану визначити неможливо. Зазвичай Хавран ділиться на три частини: рівнинну, гірську та вулканічне плато. Рівнинна частина (власне Хавран) займає більшу частину усього регіону та є його серцем; гори Хавран (офіційно Джебель-ель-Араб, також Джебель-ед-Друз) розташовані на схід від рівнин; вулканічне плато Ель-Ладжат лежить на північ від Джебель-ед-Друза.
Рівнинний Хавран, зі свого боку, історично поділявся на дві частини: північну під назвою Джайдур і південну під назвою Ель-Нукра. Джайдур ототожнююється із стародавньою Ітуреєю, тоді як Ель-Нукра — з давньою Батанеєю (Аль-Батанія арабською).
Значно більша Ель-Нукра простягається на північ, до підходів Ес-Санамейна, будучи обмеженою зі сходу плато Ель-Ладжат і Джебель-ед-Друз. Ель-Нукра — відносно нещодавна назва, яка в перекладі з арабської означає «порожнина». Джайдур простягається на північний захід від Ес-Санамейна до невеликого лавового плато, розташованого на підступах гори Гермон (арабською мовою Джебель-еш-Шейх).

### Топографія

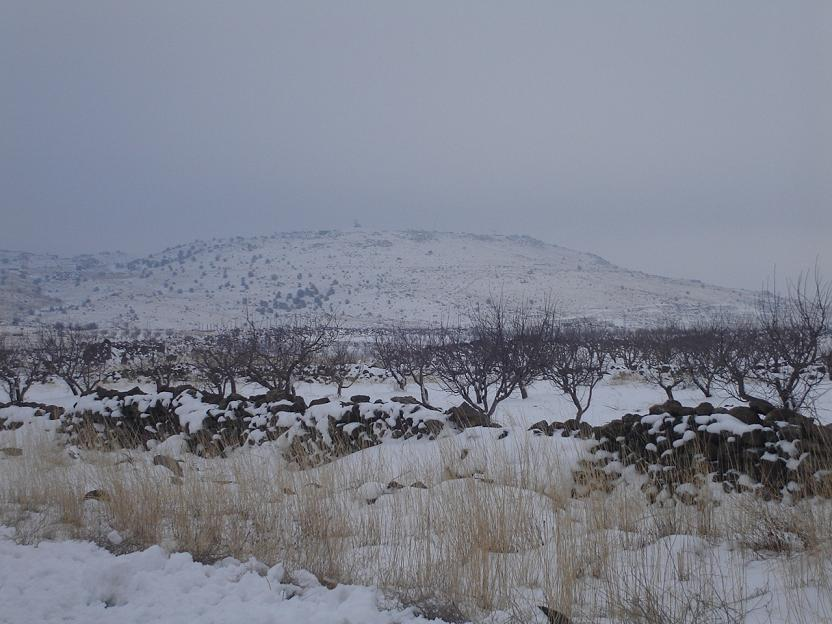
Найвища точка Хаврану (більше 1800 м над рівнем моря)

Загальною особливістю усього Хаврану є базальтовий рельєф, хоча висота та ґрунт можуть відрізнятися в межах регіону. Рівнинна та гірська частини Хаврану мають достатньо родючі землі внаслідок розкладених базальтових вулканічних порід. Ель-Нукра є відносно низьким плато із середньою висотою 600 метрів над рівнем моря. На відміну від Нукри, ландшафт Джайдура є більш скелястим. Його середня висота коливається від 600 до 900 метрів над рівнем моря, а деякі вулканічні конуси сягають висоти більше 1000 м. За своїм ландшафтом та шлаковими конусами Джайдур є топографічним продовженням Голанських висот.
Гірський Хавран (Джебель-ед-Друз) був сформований великими потоками лави. Його найвища точка сягає понад 1800 м над рівнем моря в центрі хребта. Топографія Ель-Ладжату складається із западин, рифтів і хребтів з розрізненими орними ділянками та характеризується скелястим ґрунтом і негустою рослинністю.

### Клімат
Середня кількість опадів понад 200 мм на рік є характерною для всього Хаврану, проте тип клімату відрізняється в залежності від різних місцевостей. Відносно часті опади та велика кількість джерел води історично дозволяли Ель-Нукрі та Джабаль-ед-Друз бути провідними регіонами вирощування зерна. Рівнинний Хавран отримує в середньому 250 мм опадів на рік, що, зі свого боку, сприяло веденню сільськогосподарській діяльності. Гірський Хавран отримує значно більшу кількість опадів та взимку часто вкривається снігом.

## Історія
Вперше поселення в Хаврані згадуються в давньоєгипетському Амарнському архіві та Книзі Повторення закону Старого заповіту, де регіон має назву Башан. Протягом XI та VII століть до н. е. за контроль над цим регіоном боролися Царство Арам та Ізраїльське царство. Зрештою він був завойований і розграбований Ассирійською імперією, яка володіла ним з 732 до 610 рр. до н. е. Згодом за влади Ахеменідів у Башані стався розквіт — його населені пункти стали розвиненими та культурно арамізованими.

### Елліністичний період
За елліністичного періоду, що розпочався в середині IV століття до н. е., Хавран спочатку став володінням династії Птолемеїв, яка розглядала цей регіон як буферну зону, що відокремлює їхнє королівство від селевкідського Дамаску.  Малочисельне населення Хаврану складалося з напівкочових і кочових племен, зокрема ітурейців і набатеїв, тому регіон залишавсяся слабко розвиненим. В 200 р. до н. е. Селевкіди завоювали Хавран після перемоги над Птолемеями в битві при Паніоні біля гори Гермон. Після занепаду Держави Селевкидів на півдні Хаврану з'явилося Набатейське царство зі столицею в Петрі. Араби-набатеї розширили свою присутність, захопивши південні хавранські міста Бусру та Сальхад. Наприкінці II століття до н. е. контроль Селевкидів над регіоном став лише номінальним, тому Хавран став спірною територією між Набатейським царством, династією Хасмонеїв з Єрусалиму та Ітурським царством з півночі Голан і півдня хребта Ліван.

### Римська епоха

#### Царство Ірода

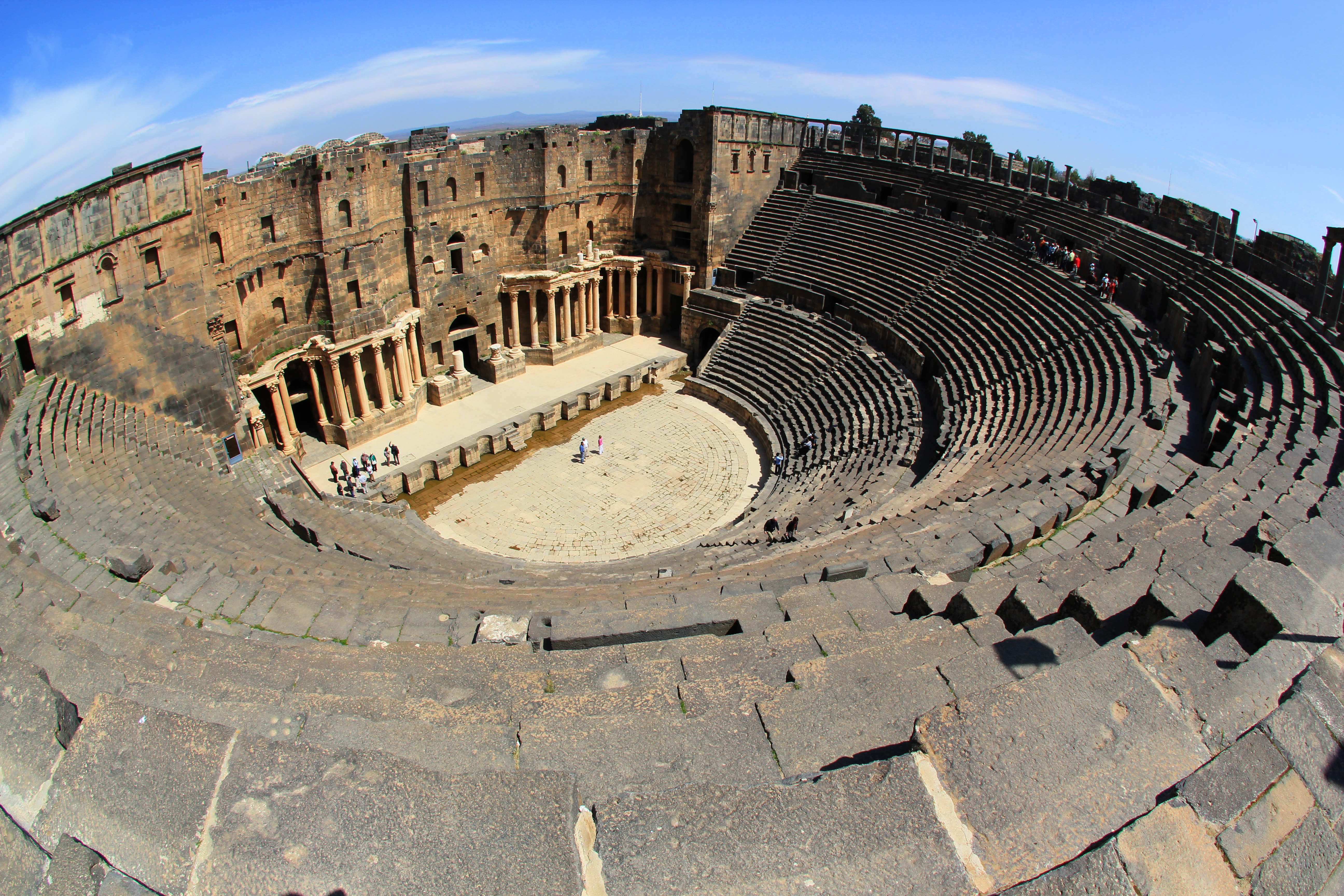
Римський амфітеатр в Босрі

Вже до 63 року до н. е. Римська імперія поширила свій вплив на всю територію Сирії. Втім, контроль за новими територіями римляни доручали місцевим царям в Авранітиді (гірський Хавран), Батанеї (Ель-Нукра) і Трахонітиді (Ель-Ладжат), тому більшість території  залишалися переважно в руках кочових племен. Ці кочівники часто здійснювали набіги на довколишні поселення аж до Дамаску та грабували паломників, що мандрували крізь цей регіон. Коли з'ясувалося, що Зенодор, принц, який мав контролювати територію Хаврану, співпрацював з кочівниками, римляни передали управління над регіоном своєму клієнту, юдейському царю Іроду Великому, в 23 році до н. е.
Після того, як Ірод придушив повстання впродовж перших років свого правління, напади з боку кочівників зупинилися на певний час. Нове повстання трапилося в 12 році до н. е., змусивши Ірода прикласти чимало задля приборкання кочівників. У відповідь на це союз, утворений між кочівниками Трахонітиди, Авранітиди та набатеями з Зайордання, завдав поразки ідумейським військам Ірода. Зрештою Ірод таки навів лад у регіоні, створивши декілька постійних колоній та мережу фортів у більш захищеному районі Батанея, звідки війська Ірода могли підтримувати порядок, не переймаючись нападами кочівників з Авранітиди та Трахонітиди. Завдяки встановленню безпеки, розподілу землі та вдалим податковим стимулам Батанея процвітала за правління Ірода та його наступників, ставши головним постачальником зерна в Сирії. Авранітида також процвітала за правління імператора Філіппа Араба.

#### Після анексії
Після того, як на початку II століття н. е. останні царі-васали регіону, Ірод Агріппа II та Раббель II Сотер, померли, Рим на чолі з імператором Траяном більше не бачив потреби в місцевих правителях. У 106 році Імперія офіційно анексувала весь Хавран, розділивши його між південною частиною провінції Аравія Петрейська та північною частиною провінції Сирія. Кордон між провінціями проходив за лінією Адраа — Босра — Сальхад, яка колись розділяла іродське та набатейське царства. Цей адміністративний поділ регіону залишався незмінним протягом «золотого віку» Римської імперії II століття, що стався за правління династії Антонінів, під час якого в Хаврані були стабільність, розвиток і процвітання.
У 244 році вихідець з Хаврану Філіпп Араб, ставши римським імператором, зробив своє рідне місто Шахба (Філіпополіс) імперським. Хоча Шахба та Авранітида процвітали, загальний стан імперії відзначався занепадом. Філіппа було вбито в 249 році, а Авранітиду було покинуто наприкінці III століття. В той же час закінчилося будівництво двох великих шляхів: Нової Траянової Дороги, що з’єднувала порт Айла на Червоному морі з Босрою, та дороги зі сходу на захід, що сполучала міста Адраа, Босру та Сальхад.
Після анексії Римом сільські поселення Хаврану здійснювали значне самоврядування. Кожне село мало майдани та громадські будівлі, юристів та казначейство. У період з кінця I до V століть чимало сіл переросли в міста, а саме: Канават (Канату), Ес- Сувейда (Діонісія), Шахба (Філіпополіс), Шакка (Максіміанополіс), Ель-Масмія (Файна) та Нава (Навех). Їхні мешканці здебільшого були заможними землевласниками, у чиїх великих будинках мешкали їхні великі родини. Серед жителів були також ветерани римської армії, які після повернення зі служби до своїх сіл вкладали гроші в землю, будинки, храми та громадські будівлі, отримуючи високопоставлені місцеві посади. Оскільки в ті часи сільське господарство було провідною галуззю економіки, Батанея та Авранітида, що виробляли багато зерна та вина, мали велике значення для імперської торгівлі.
Значну частину осілого населення складали арамеї, євреї та багато арабських племен, що складалися з набатейців та сафаїтських груп. Ці племена продовжували спілкуватися семітськими мовами, переважно арамейською та ранньоарабською. Хоча процес еллінізації був у стадії розгортання, вже до IV століття грецька витіснила корінні мови Хаврану на офіційному рівні. Особливо заможні особи та ветерани жили за елліністичними звичаями: відвідували театри та лазні. Втім, більша частина населення дотримувалася арабських та арамейських традицій і поклонялася своїм народним богам.

### Візантійська епоха
Арабські групи, зокрема з Південної Аравії, продовжували мігрувати до Хаврану аж до візантійського періоду. Впродовж IV і V століть, коли пряме імперське правління ослабло, а кочові групи охопили Синай і долину Євфрату, візантійці звернулися до деяких потужних арабських племен щодо співпраці задля підтримки порядку та охорони території. Протягом IV та більшої частини V століть цю роль відігравали Лахміди та Саліхіди: ці племена захищали населення в обмін на виплати золотом та кукурудзою.
На початку VI століття на зміну Саліхідам прийшли Гассаніди. Вони затвердилися в провінції Аравія і, як Саліхіди, прийняли християнство. Гассаніди стали офіційними військовими союзниками візантійців у 502 році, складаючи значну військову силу у війнах з Державою Сассанідів та їхніми васалами. В 531 році вождь Гассанідів аль Харіт Ібн Джабала був проголошений «філархом усіх арабів» Імперії, але до 582 року його син (останній могутній філарх Гассанідів) аль Мундір III був заарештований і висланий. Ця подія призвела до повстання та облоги Босри під проводом його сина аль Нумана VI, що закінчилося лише тоді, коли візантійці дозволили відновлення філархії Гассанідів. Філархія протрималася лише до вислання Аль-Нумана в 584 році, після чого вона розпалася на численні, менші гассанідські та інші арабські християнські одиниці. Деякі з племен продовжували воювати на боці візантійців, але загальний вплив Візантії зменшився, зробивши Хавран більш вразливим для загарбників. У 613 році Сассаніди вторглися до Сирію, розгромивши візантійців у битві між Адраа та Босрою.
Візантійський період у Хаврані був ознаменований процесами швидкої арабізації та християнизації. Гассанідські правителі регіону, що були напівкочівниками, встановили постійні табори на всій його території. Їм було доручено забезпечення сільськогосподарське виробництва та запобіганню кочовим мародерам. Регіон процвітав під керівництвом Гассанідів, які будували та підтримували світську й релігійну архітектуру в сільській місцевості: церкви, монастирі та великі будинки для своїх вождів. Хоча християни були присутні в деяких великих містах Хаврану вже в II та III століттях, до V століття майже у всіх селах регіону були церкви, більшість із яких була присвячена святим, популярних серед арабів. Гассаніди просували монофізитське християнство, яке вважалось єретичним Халкедонською церквою, підтримуваною більшістю візантійських імператорів.

### Ранньоісламська епоха
Візантійці та союзні ним араби-християни протистояли появі ісламу в Аравії та його експансії на північ. Проте оборона регіону була значно ослаблена внаслідок зниження впливу Гассанідів упродовж 582—584 років. Перші арабські мусульманські сили прибули до Хаврану в квітні 634, а вже в травні того року вони завоювали Босру. В 636 році після рішучої перемоги в битві при Ярмуці ввесь Хавран потрапив під владу мусульман. Династія Омеядів взяла під свій контроль ісламський халіфат, перенісши столицю з Медини до Дамаску. Після смерті омеядського халіфа Муавії II в державі почався хаос правонаступництва. Арабські племінні союзники Омеядів у Сирії скликали збори в хавранському місті Ель-Джабія, де наступним халіфом був обраний Марван І на противагу до вихідця з Мекки Абдаллаха ібн аз Зубайра. Після скидання ОмеядівАббасидами в 750 році, арабські племена Хаврану підняли повстання, що було придушене генералом Аббасидів Абдаллахом Ібн Алі.
Упродовж ранньоісламського періоду (VII—X століття) Хавран входив до складу Дамаського військового округу, що був частиною провінції Білад-еш-Шам. Межі району Хавран з центром в Босрі приблизно відповідали стародавній Авранітиді, тоді як район Батанія з центром в Азріаті відповідав історичній Батанеї. За словами мусульманського географа X століття Аль Істахрі, Хауран і Ель-Батанія були «... двома великими районами провінції Дамаск. Їхні поля поливаються дощами. Межі цих двох районів простягаються до (...) Ель-Балки та Амману».
Аббаський період в Хаврані був відзначений численними набігами карматів зі Східної Аравії в X столітті. Після 939 року території Хаврана та Батанії потрапили під пряме правління єгипетської династії Іхшидів, номінальних представників Аббасидів . У цей час велике арабське плем'я Бану-Укайль, колишні союзники карматів, мігрувало до сирійського степу, що простягався від Хаврану на північ до Верхньої Месопотамії. Після 945 року номінальний правитель Ікшидів Абу аль Міск Кафур призначив укайлідських шейхів Саліха Ібн Умейра та Заліма Ібн Мавхуба відповідальними за підтримку порядку в Хаврані. Коли Фатіміди завоювали південь Сирії в 970 році ці шейхи були вигнані з регіону племенами Бану-Фазара і Бану-Мурра, союзниками Фатимідів. На початку 980-х років поселення Хаврану й Батаніі були реабілітовані Абу Махмудом Ібрагімом, номінальним фатимідським губернатором Дамаска, після збитків, заподіяних цим територіям Фазарою та Муррою.

### Середньоісламська епоха

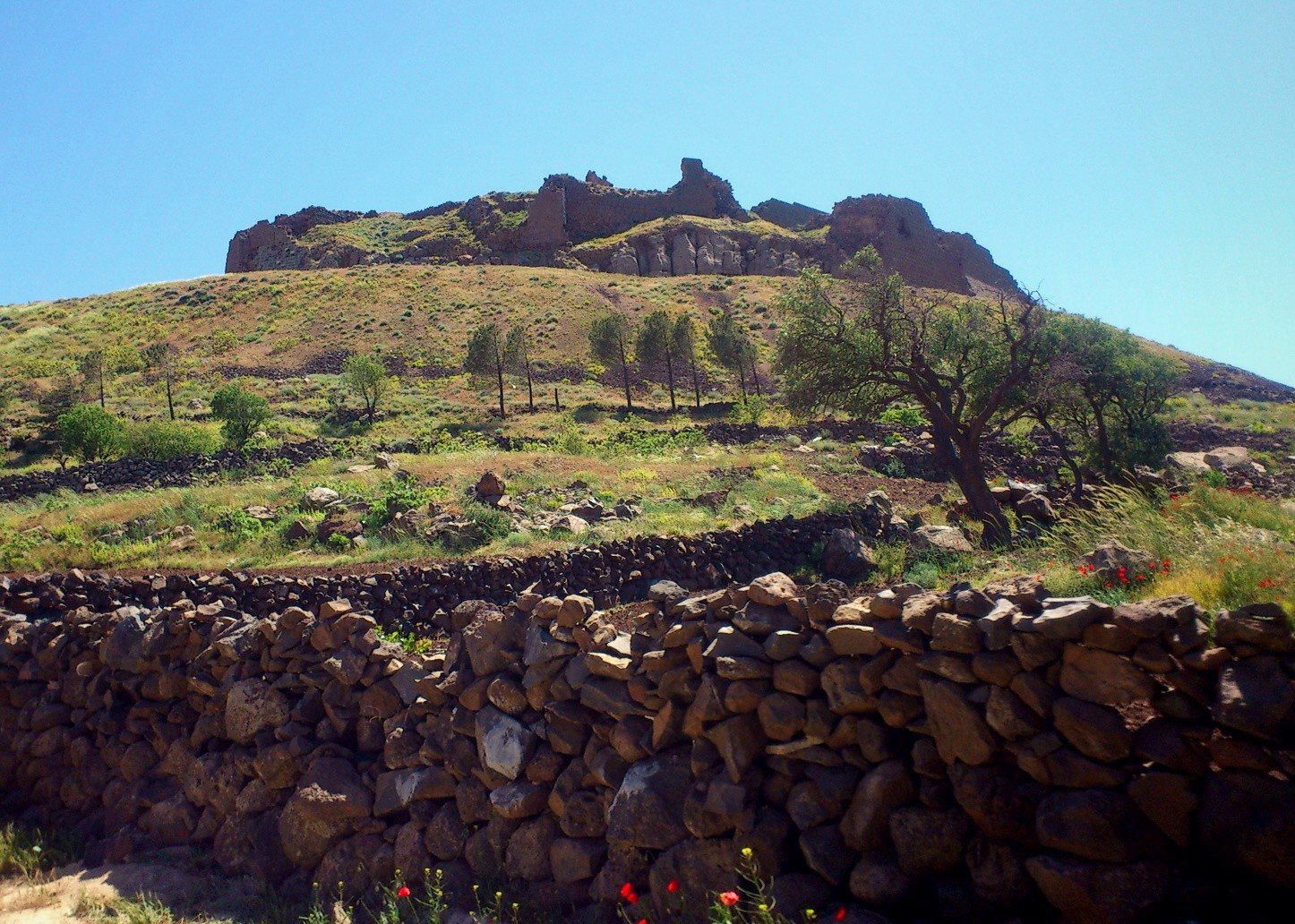
Під час правління мамлюків фортеця Сальхад була адміністративною одиницею, а її правителем був високопоставлений емір

Прибуття хрестоносців у прибережні райони Білад-еш-Шаму в 1099 році мало великі наслідки для Хаврану через те, що регіон періодично піддавався їхнім грабіжницьким рейдам. Все почалося, коли хрестоносці захопили укріплені мусульманами фортеці в Хаврані та пройшли крізь регіон після набігів на Дамаск. На початку XII століття ввесь Хавран був переданий бурідським еміром Дамаску турецькому полководцеві Аміну аль Давла Кумуштакіну на правах ікти (феодальної землі), якою він володів до своєї смерті в 1146 році. Під його заступництвом у регіоні, зокрема Босрі, почалося відновлення будівельної діяльності після приблизно 300-річної перерви. Населення Хаврану на той час було переважно греко-православним.
В 1217 році хрестоносці востаннє вторглися в Хавран. Аюбіди завоювали регіон наприкінці XII століття, але їхня влада в Сирії завершилася після вторгнення монголів у 1260 році. Того ж року монголи були розгромлені мамелюками в битві при Айн-Джалуті, і Сирія, включаючи Хавран, потрапила під владу останніх .
Протягом XII та XIII століть регіон продовжував адміністративно поділятися на райони Хауран і Батанія. Хоча більшість населення була мусульманами, значна частина жителів сповідувала християнство. Сирійський географ XIII століття Якут аль Хамаві описував Хавран як «великий регіон, повний поселень і дуже родючий».
Після включення до Мамлюкського султанату область продовжувалась поділятися на два райони: Хавран та Батанію. Однак у межах регіону знаходились дві менші адміністративні одиниці: місто-фортеця Сальхад та місто Ізра. За Мамелюків стратегічне значення регіону полягало в його позиції на бариді (поштовому шляху) між Сектором Газа та Дамаском та ролі Босри як прямували на хадж до Мекки.

### Османська епоха

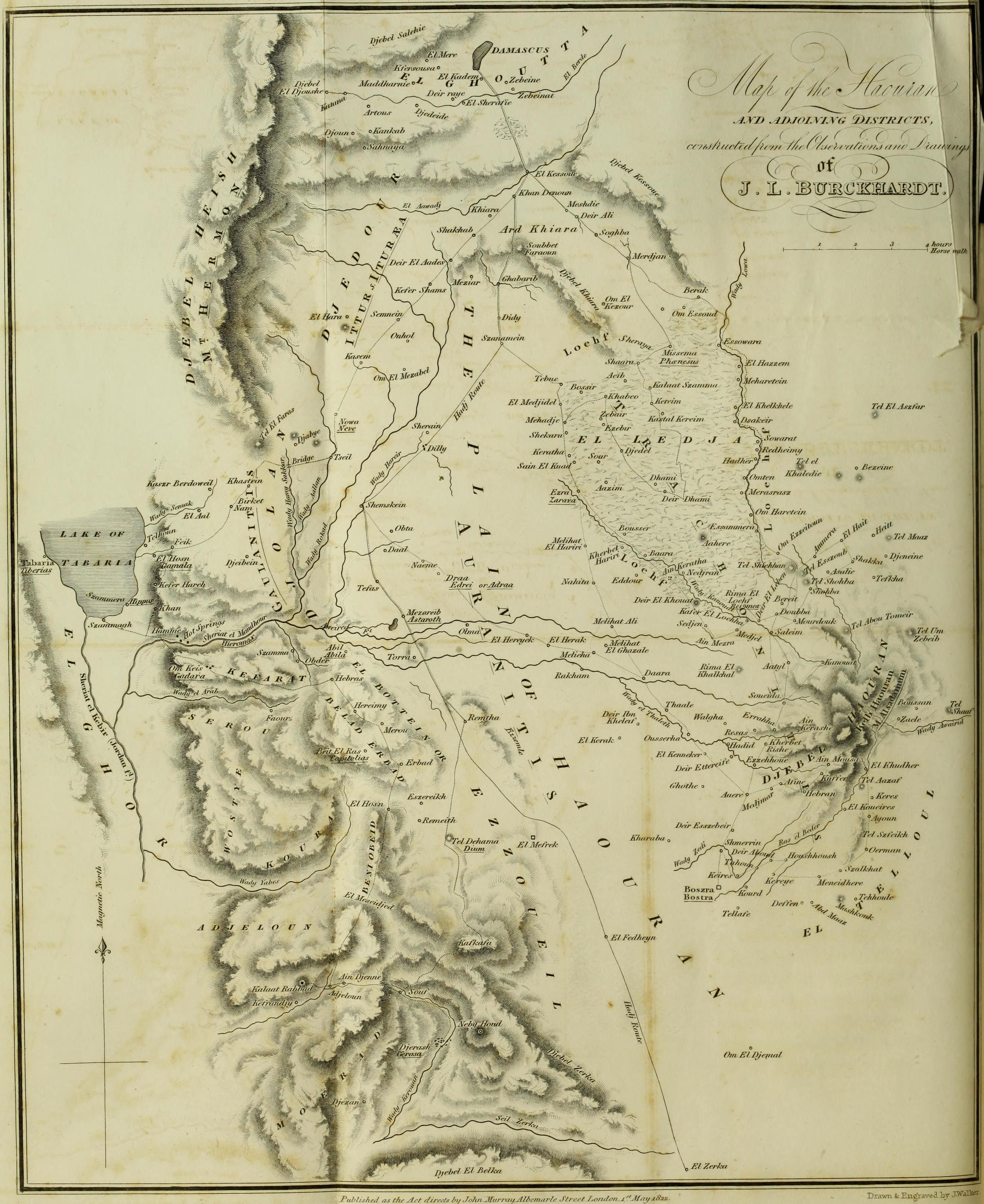
Мапа Хаврану Йоганна Людвіга Буркгардта, опублікована в 1822 році

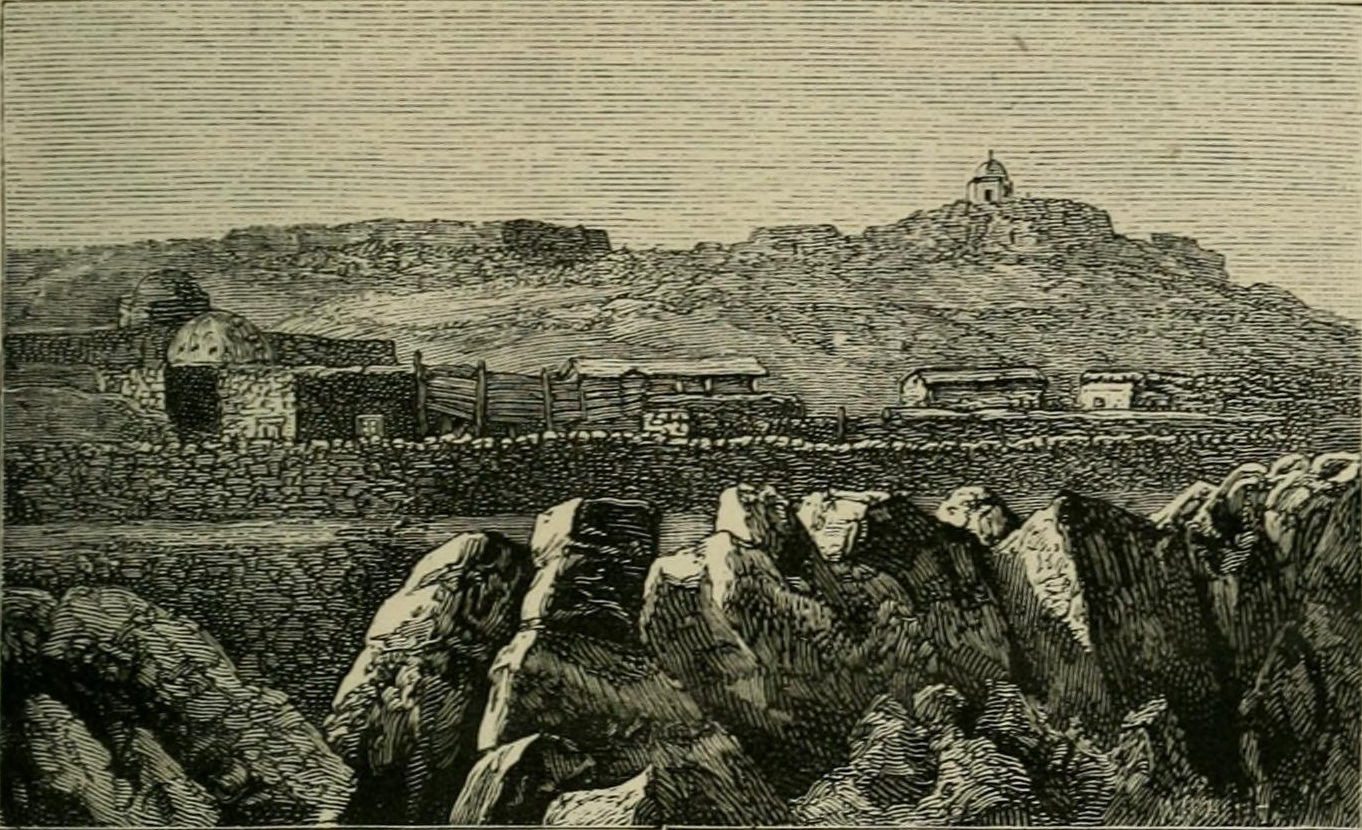
Малюнок Еш-Шейх-Саада, адміністративного центру санджаку Хавран. 1886 рік

Хавран увійшов до складу Османської імперії в 1517 році після завоювання османами Мамлюкської Сирії. На початку османської ери, протягом XVI та XVII століть, у рівнинних та гірських територіях Хаврану існували численні аграрні села, що займалися вирощуванням зернових культур — більшість мешканців сплачували податки з пшениці та ячменю. Після послаблення центральної влади в Османській імперії регіон фактично став автономним. Винятоком з цієї  автономії був щорічний сезону хаджу тривалістю 30—60 днів, під час якого держава забезпечувала організацію, захист та забезпечення мусульманського паломницького каравана до Мекки та Медини. У XVIII столітті маршрут хаджу був перенесений на захід від Босри, до міста Музайриб, яке стало основним караванним вузлом в Хаврані.
Замість безпосереднього управління Хавраном османська влада доручила його справи дамаському ага, який командував невеликими мобільними підрозділами конних нерегулярних військ. В обмін на політичний та економічний вплив ага забезпечував оподаткування населення для фінансування, охорони та супроводу караванів під час хаджу. Ага часто здійснював посередницькі дії між постійними мешканцями рівнини та кочівниками-бедуїнами, а також між населенням Хаврану загалом та всіма зовнішніми силами, зокрема державою.

#### Міграція друзів
Коли центральна влада в регіоні слабшала, племена бедуїнів з конфедерації Аназа дедалі частіше користувалися вакуумом безпеки. Бедуїни влаштовували табори навесні і відступили в пустелю, щойно розпочались осінні дощі. Прихід Анази в Хавран спричинив вихід напівкочових племен конфедерації Бану-Рабія.
Бедуїни використовували Хавран як джерело води, землю для випасу верблюдів та овець і місце для заготовлення запасів на зиму. Каравани під час хаджу були основним джерелом доходу для бедуїнів, які забезпечували паломників захистом, матеріально-технічною підтримкою, м'ясом та транспортом.
Попри бедуїнів, у XVIII і XIX століттях спостерігалися також великі міграції народу друзів з гір Ліван до масиву Джабаль-Хауран, який поступово став називатися Джебель-ед-Друз («гора друзів»). Їхнє прибуття витіснило попередніх мешканців гори до рівнинної частини регіону, внесши новий елемент нестабільності. Регіон був обраний друзами, оскільки він був добре зволожений, захищений і відносно недалеким від поселень цього народу в околицях Дамаска та гори Гермон.
Постійні міграції народу друзів з масиву Ліван, Ваді-ель-Тайму та Галілеї, спричинені посиленою нестабільністю, тривали протягом усього XVIII століття Громадянська війна на горі Ліван 1860 року між друзами й християнами разом з французькою військовою інтервенцією спричинили чергове переселення друзів до гір Хаврану.
Рівнинний Хавран економічно та демографічно занепав упродовж XVII та XVIII століть. Факторами, що спричинили це, були оподаткування селян з боку як уряду, так і бедуїнів, періодичні набіги, а також випадкові чвари з сусідніми друзами, османськими військовиками та між собою. Багато людей мігрувало з південних рівнин на північ Хаврану, де ґрунт був більш родючим у порівнянні з більш сухим півднем і куди рідше приходили бедуїни. За словами історика Нормана Льюїса, рівнини півдня Хаврану «поколіннями рухались на північ».

#### Регіональне відродження та централізація

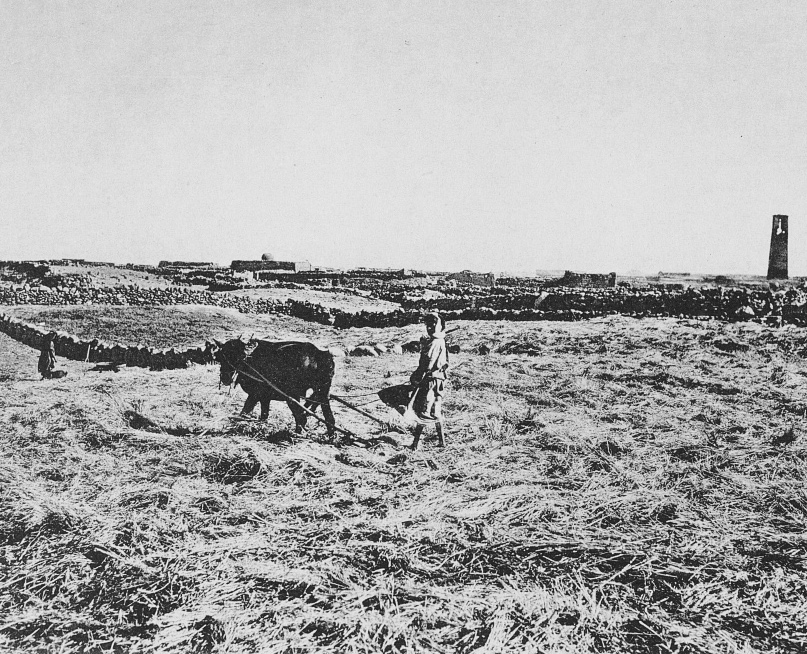
Обробка зерна в Дар'а, 1906 рік. Зерно було основною культурою Хаврану, вирощування якого призвело до відродження регіону в другій половині XIX століття

Протягом 1850-х років підвищений попит на зерно на близькосхідному та європейському ринках призвів до пожвавлення сільськогосподарської діяльності в Хаврані. Це, зі свого боку, спричинило масову міграцію до покинутих сіл та створення нових поселень. До кінця десятиліття переселення спричинило дефіцит пасовищ для худоби.
Громадянська війна, що почалася 1860 року, перекинулася на Дамаск, де були вбиті тисячі християн — це спонукало османів збільшити свої зусилля щодо централізації влади в Сирії. В січні 1861 року губернатор провінції Фуад-паша та чотири його наступники без особливого успіху намагалися реорганізувати регіон.
Їм протистояли як друзи, так і  коаліція, до складу якої входили бедуїни та інші мешканці рівнин. Хоча коаліція і зрештою зазнала поразки, бедуїни продовжували повстання в 1863–1864 роках, втім зрештою поступилися номінальною автономією регіону.
У 1870—1880-х роках селяни Хаврану наполегливо боролися з центральним урядом, європейськими комерційними інтересами та власними лідерами. Однак османська політика підтримки безпеки в регіоні, а також припинення збору данини бедуїнами продовжувались і в XX столітті. Центральна рівнина регіону стала повністю обробленою та заселеною, міста Дар'а та Босра значно збільшилися, а чимало хуторів, створених у 1850-х роках, стали великими селами. У 1891—95 рр. сіоністські організації, яким допомагав барон Едмон де Ротшильд, придбали 100 тис. дунамів землі в Сахам-ель-Джаулані, створивши там єврейське поселення, проте вже 1896 року вони були виселені османами. У 1904 році після завершення будівництва Хіджазької залізниці до Мекки роль Музайриба як в караванного вузла під час хаджу значно зменшилася.

### Французький мандат

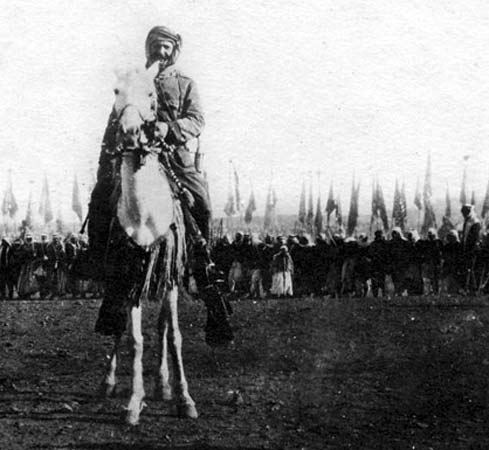
Повстанці-друзи з Хаврану святкують звільнення своїх в'язнів під час Великого сирійського повстання проти французького панування

Наприкінці Першої світової війни Хавран був захоплений і утримувався близько двох років арабською армією еміра Фейсала, допоки французькі війська не окупували Дамаск у липні 1920 року з метою створення французького мандату в Сирії. У відповідь на французьку окупацію, в Хаврані почалося Велике сирійське повстання, яке згодом зазнало поразки. Впродовж багатьох років після цього в регіоні були процвітання та безпека, оскільки його мешканці стали захищеними від вторгнень бедуїнів.
За французького мандату в рівнинній частині Хаврану був утворили однойменний район в межах Держави Дамаск, тоді як в гірському Хаврані утворився Джебель-ед-Друз. Загальна чисельність населення регіону становила 83 тис. осіб і включала 110 сіл. Провідними населеними пунктами були міста Дар'а, Босра, Ізра та Нава. Територія Хаврану була поділена на два кадаати (райони): Південний з центром в Дар'а та Північний з центром в Ізра.

### Незалежна Сирія
У період після здобуття незалежності Сирії від Франції в 1946 році Хавран перетворився на «зайнятий і процвітаючий регіон», за словами французького історика Домініка Сурделя. Регіон залишався значним джерелом зерна в країні та транзитним пунктом між Сирією та Йорданією; бедуїни часто приїжджали сюди, щоб обміняти шерсть та масло на інші товари. Втім, після Другої світової війни Хавран стрімко втратив значну частину свого значення в національній економіці Сирії. Незважаючи на те, що він продовжував постачати зерно в Дамаск, його роль як «зерносховища Сирії» була затьмарена північними та північно-східними регіонами країни. Виробництво зерна в Хаврані значно залежало від кількості опадів та підземних водойм. До того ж, економічний потенціал регіону було обмежено створенням міжнародних кордонів та арабо-ізраїльським конфліктом, що відокремив його від взаємозалежних районів, які сьогодні є частиною Ізраїлю, Лівану та Йорданії.. Зокрема, втрата Палестини як альтернативного Дамаску ринку та Хайфи як провідного порта Хаврану в Середземному моря значно сприяли економічному занепаду регіону.
На відміну від інших сільських регіонів Сирії, більшість земель в Хаврані не була зосереджені в руках великих власників, а натомість належала дрібним або середнім. Таким чином, регіон не зазнав значного впливу аграрної реформи, прийнятої в 1958 році в період Об'єднаної Арабської Республіки (1958—1961 рр.) і введеної в дію урядом партії Баас в 1963, за якою перерозподіл земель здійснювався проти великих землевласників. На думку історика Ханни Батату, деякі частини Хаврану були практично самоврядними під час президентства Хафеза аль Асада (1970—2000). У політичному плані багато кланів, які домінували в місцевій політиці за часів французів, продовжували робити це за часів Баасу
Під час президентства Башара аль Асада з 2000 року Хавран залишався важливим сільськогосподарським регіоном. Його головне місто Дар'а є великим комерційним вузлом між Сирією, Йорданією, Саудівською Аравією та Туреччиною, а також контрабандним вузлом між цими країнами.

#### Громадянська війна в Сирії

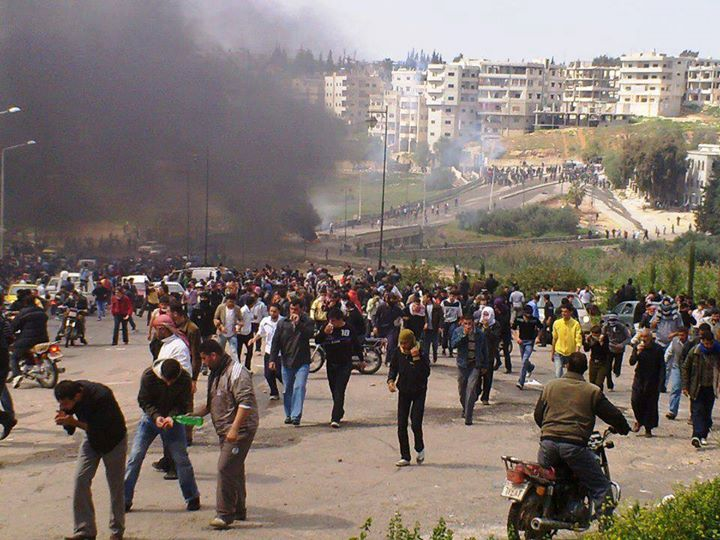
Антиурядовий протест у Дар'а, 2013 рік

Громадянська війна в Сирії, що триває донині, почалася в хавранському місті Дар'а 6 березня 2013 року, коли сталися антиурядові демонстрації у відповідь на затримання та катування групи підлітків силовими структурами. У міру розпалу революції в регіоні антиурядові сили використовували свої кланові зв'язки, що поширювались на Йорданію та арабські держави Перської затоки, задля отримання коштів і зброї для підтримки повстання.
До 2018 року повстанські угруповання контролювали великі території по обидва боки від головної магістралі Дамаск — Дар'а та прикордонного переходу Насіб, хоча Сирійська арабська армія (САА) та її підрозділи контролювали власне транспортний коридор. Тим часом провладна армія друзів значною мірою залишалася осторонь боїв. У червні 2018 року сирійський уряд розпочав наступ з метою відвоювання утримуваних повстанцями районів провінцій Дар'а та Кунейтра. До кінця наступного місяця ввесь Хавран перейшов під контролем уряду, зокрема кишенькова територія в басейні річки Ярмук, що раніше перебувала в руках ІДІЛ.

## Населення

### Релігія

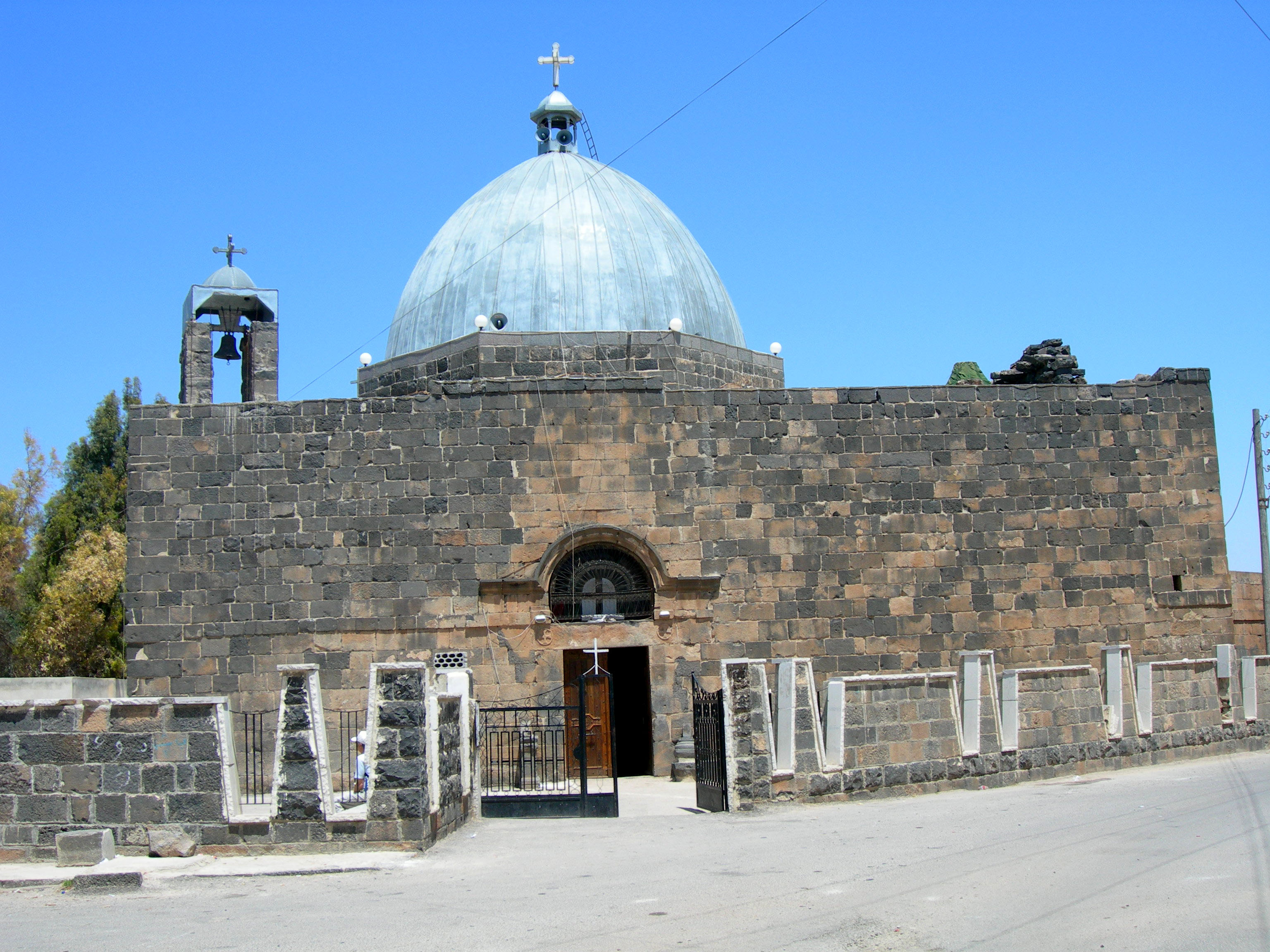
Церква Святого Георгія в місті Ізра, де мешкає значна християнська громада

В релігійному плані населення Хаврану є неоднорідним. Араби-суніти, яких назвиють хаварна, становлять більшість у рівнинному Хаврані в Сирії та Йорданії. На додаток до хаварна, рівнини також населені колишніми племенами бедуїнів та черкесами, які прибули сюди в середині XIX століття.
Друзи становлять більшість у гірській місцевості, Джебель-Хауран, яка є частиною сирійської провінції Ес-Сувейда. В регіоні також проживає значне християнське населення, як греко-православне, так і греко-католицьке. Більшість християн Хаврану зосереджені в містах і селах, що лежать на західних передгір'ях Джебель-Хаурану. Мусульманська шиїтська громада, що походить з ліванського міста Набатія, становить близько 40% населення Босри.

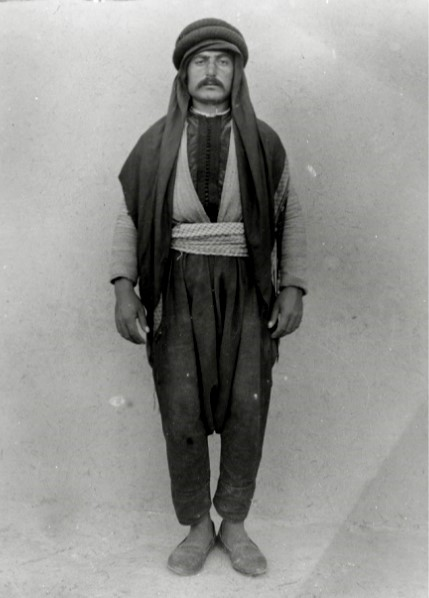
Хавранський бедуїн з племені Наїме, 1895 рік

Соціальна структура рівнинного Хаврану характеризується мережами великих кланів: Харірі, Зубі, Мікдад, Абу-Зейд, Махамід, Масалма та Джавабра. Зубі є найбільшим кланом, який населяє близько шістнадцяти сіл в районах Дар'а та Ізра. Вони також мають значну присутність з іншого боку кордона: в провінції Ірбід, особливо в містах Ер-Рамса та Ірбід. Усього налічується близько 160 тис. членів клану Зубі на півдні Сирії та півночі Йорданії.

## Архітектура
Хаавран має власну традиційну архітектуру, відому як стиль хаврані, що характеризується низкою особливих рис. Одним з них є ексклюзивне використання базальтового каменю для будівельних матеріалів. Базальт, відомий своєю твердістю і темним чорним кольором, доступний у всьому регіоні і до останніх десятиліть використовувався майже для всіх будівельних робіт, що виконувались в Хаврані. Через брак деревини базальт використовувався як матеріал для дверей, ущільнень вікон та стелі. 

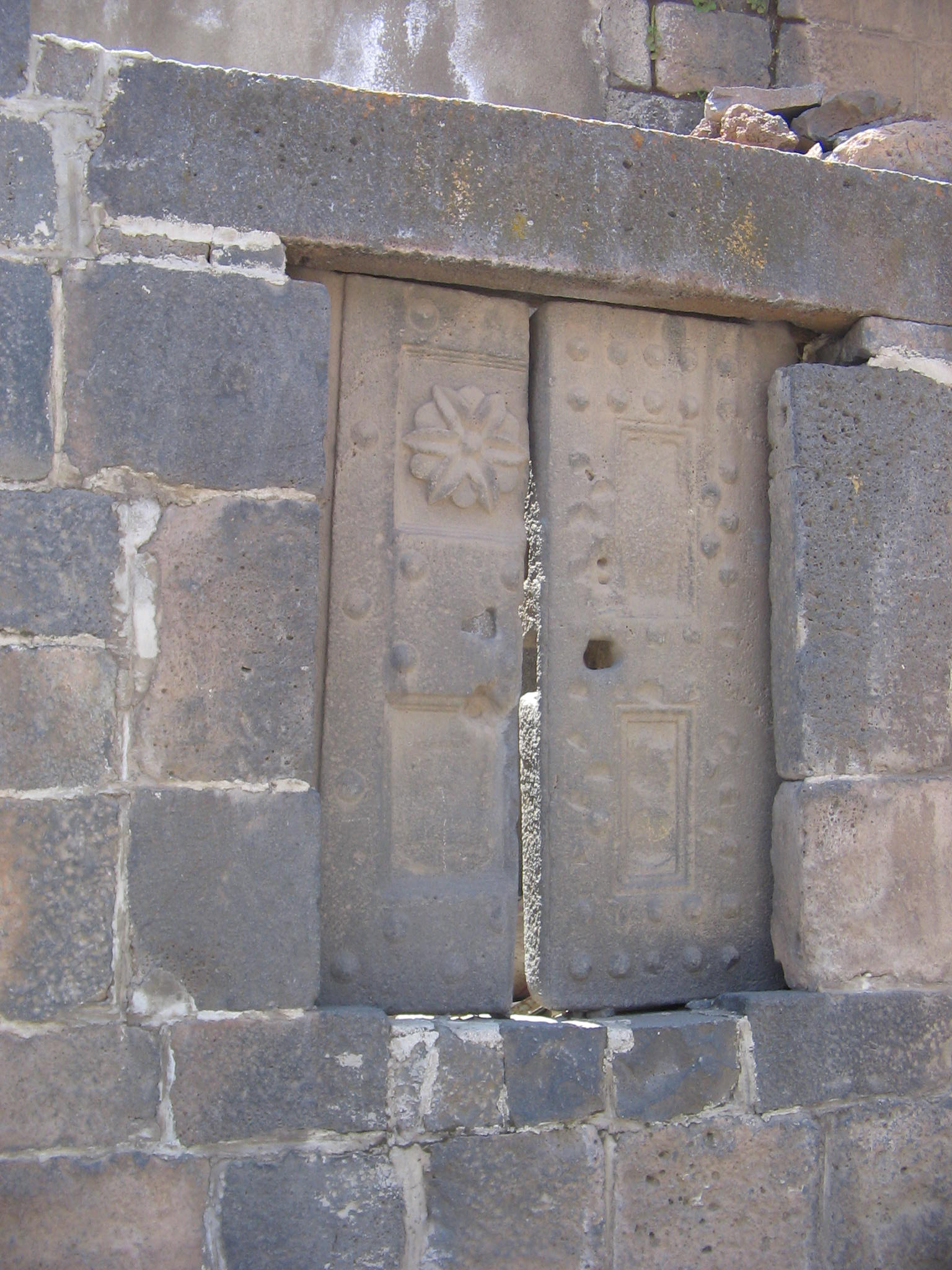
Вікно, побудоване з базальту, Канават

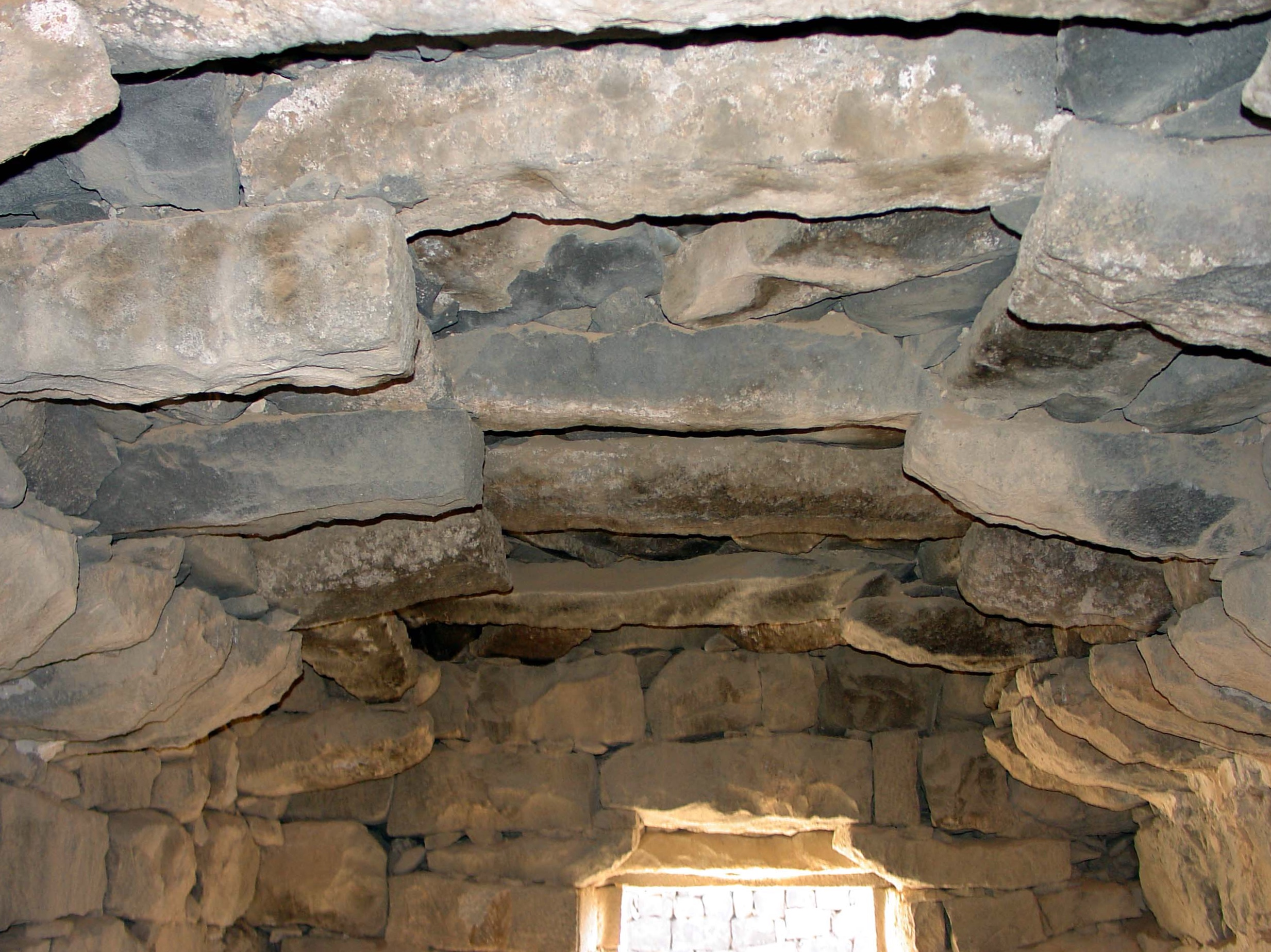
Приклад особливої архітектурної традиції при будівництві стелі. Умм-ель-Джималь, Йорданія

Злиття набатейського, елліністичного та римського стилів також є характерною рисою архітектури регіону. Ця архітектура відома принаймні з I століття н. е., коли набатеїі перенесли свою столицю з Петри до Босри. Набатеї були завзятими будівельниками, які мали свої народні архітектурні традиції. Після того, як римляни анексували Набатейське царство в 106 році, регіон пережив будівельний бум, який тривав до початку Кризи імперії в середині III століття. Незважаючи на значний римський вплив на архітектуру регіону, корінні мешканці Хаврану переважно підтримували власні будівельні традиції, особливо в маленьких містах.
На архітектуру Хаврану за візантійських часів вплинуло поширення християнства та подальше будівництво церков і монастирів, більшість з яких було споруджено в IV—VI століттях. Дослідження вказують на довгий період безперервної будівельної діяльності в Хаврані між набатейским періодом у I століття та омеядським у VII століття. Доісламські архітектурні традиції регіону стала основою для пізніших ісламських будівель XII—XIV століть. Однак мусульманські меценати цих споруд, натхненні архітектурою Дамаску, також додавали зовнішні елементи задля надання своїм проєктам величного характеру.

### Археологія
Через довговічність базальту, основного матеріалу при будвіництві, Хавран має чимало збережених стародавніх споруд: громадських, релігійних, а також простих сільських домівок. Внаслідок цього в Хаврані розташовано близько трьохсот населених пунктів, що містять старовинні архітектурні пам'ятки — майже стільки, як у Мертвих містах північно-західної Сирії.

### Дослідження

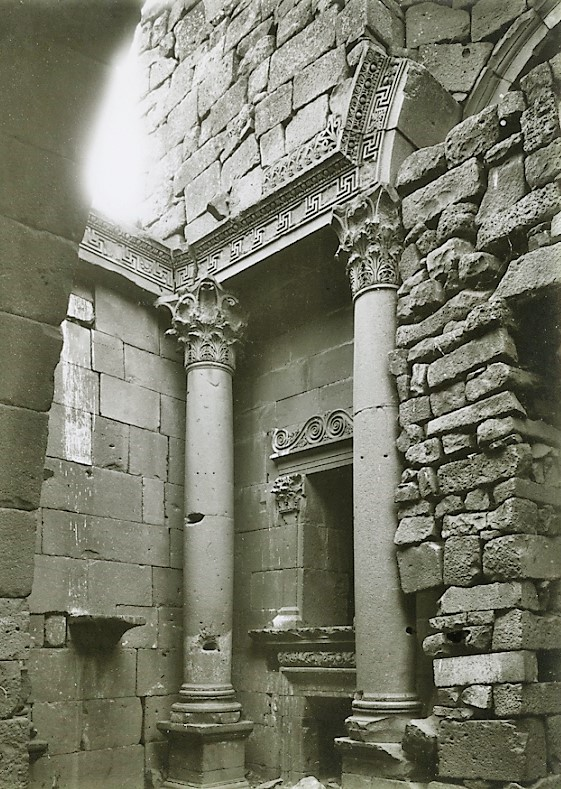
Стародавній храм в Ес-Санамейні. Світлина 1895 року

Найперші археологічні дослідження Хаврана були зроблені в XIX столітті: Шарль-Жан-Мельхіором де Вогюе між 1865 і 1877 роками, С. Мерріллом в 1881 році та Готтлібом Шумахером в 1886 і 1888 роках. Найбільш повне документування було здійснене Батлером і його командою з Прінстонського університету в 1903 і 1909 роках. У 1913 році Батлер також обстежив Умм-ель-Джималь, в якому лежали руїни подекуди висотою до трьох поверхів. Період, в якому проводились ці дослідження, збігся з масовими міграціями населення в регіоні. Це призвело до часткової пошкодження деяких об'єктів через їхнє використання для житла або як місце кладки нових будівель.
Інтерес до старовинних місць Хаврана поновився з новою силою в 1970-х роках. Умм-ель-Джималь був досліджений американським археологом Бертом де Фрізом між 1972 і 1981 роками. Дослідження рівнин Хаврану в Сирії проводились французькими експедиційними групами під керівництвом Франсуа Вільнева в 1985 р. та Жан-Марі Денцер у 1986 р. Старі фотографії археологічних розкопок в Хаврані кінця XIX — початку XX століття авторства німецького дослідника та фотографа Германна Бурхардта зараз зберігаються в Етнологічному музеї Берліна.